# Zacisze (Warszawa)

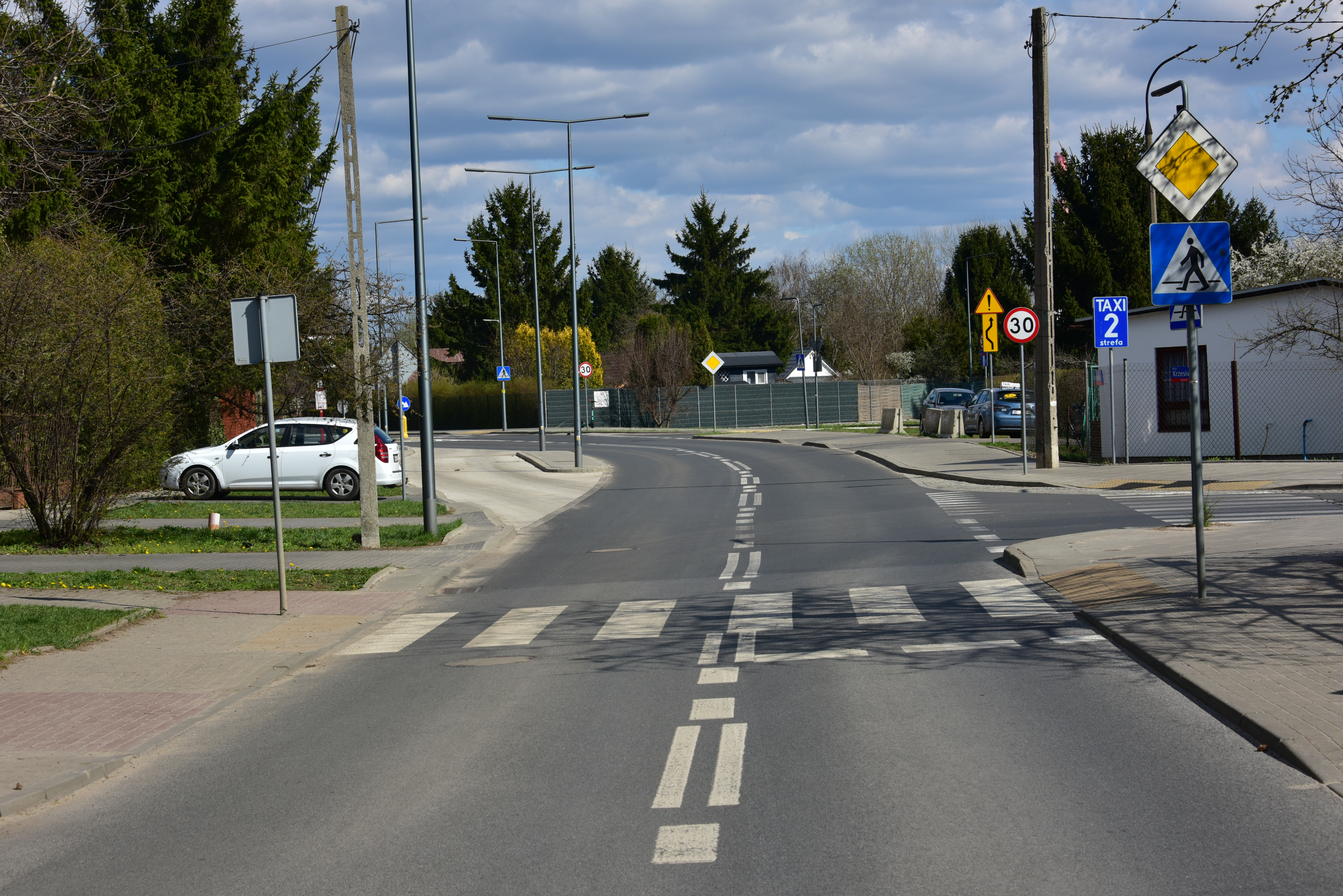
Ulica Tarnogórska

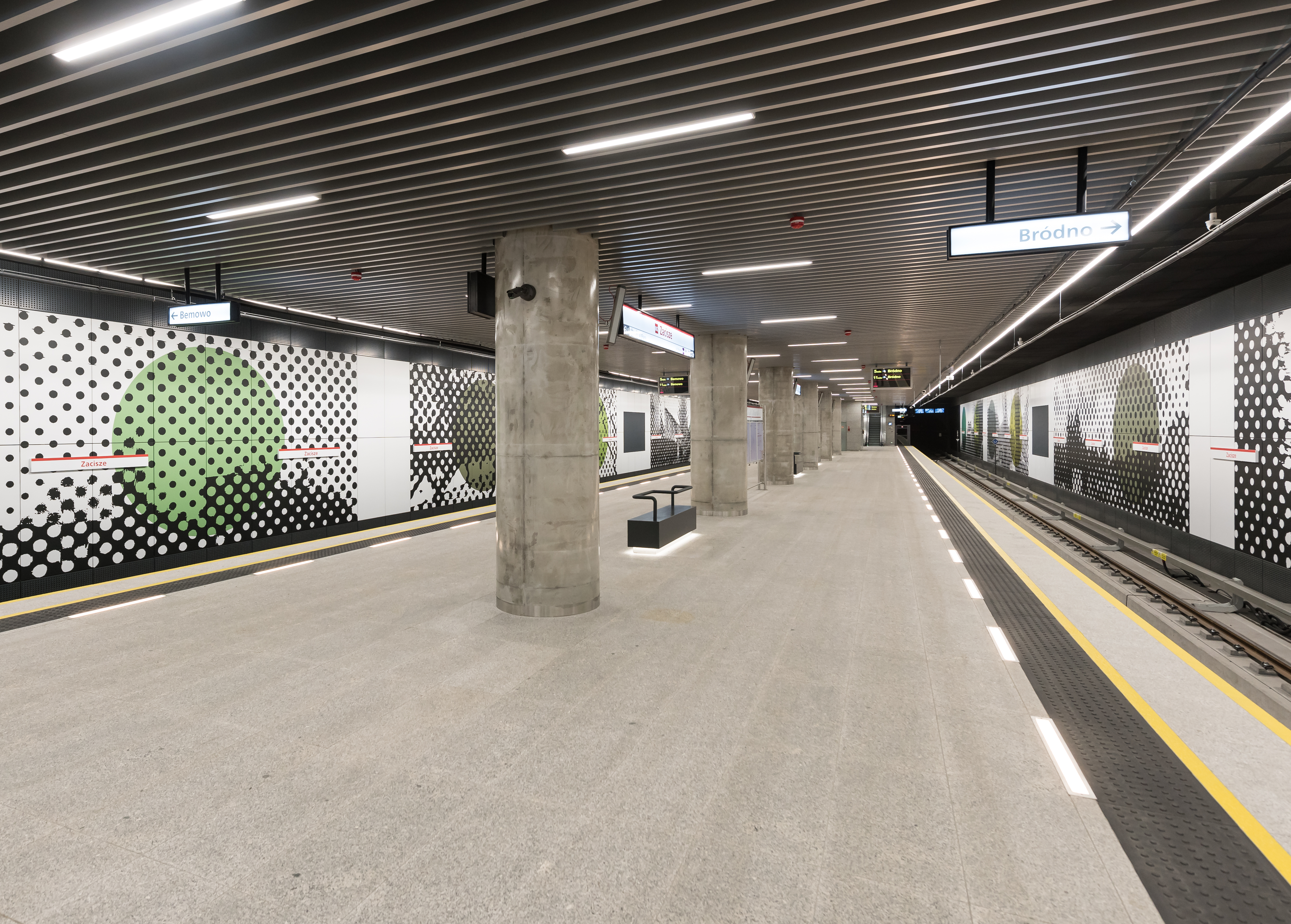
Stacja metra Zacisze

Zacisze – osiedle i obszar MSI w dzielnicy Targówek w Warszawie.

## Historia
W 1820 przy trakcie białostockim (obecnie ul. Radzymińska), w dobrach rządowych Żerania, powstała willowa kolonia Gumińskich (współcześnie okolice szkoły nr 84). Po 1870 kolonia ta przekształciła się w osiedle letniskowe zamożniejszych Warszawiaków. Był to teren podmokły. Jego osuszanie rozpoczęło się po przekopaniu Kanału Bródnowskiego (wykorzystano przebieg rzeczki Brodni), co nastąpiło przed połową XIX w. 
W tym czasie powstał także folwark Zacisze, którego właścicielem do 1945 był Zygmunt Jórski. Folwark i wille sąsiadowały z folwarkami: Elsnerów (należący do kompozytora Józefa Elsnera), Lewinów, Lewicpol, Hipszówka; ich właściciele z czasem sprzedali większość swoich gruntów Jórskiemu. 
Po 1883 na obrzeżach obecnego osiedla Rosjanie zbudowali dwa ceglano-ziemne forty należące do zewnętrznego pierścienia umocnień Twierdzy Warszawa − Lewicpol i Lewinów; rozebrano je i splantowano przed 1915.
W 1899 uruchomiono wzdłuż szosy białostockiej kolej konną, następnie kolej wąskotorową z Pragi do Marek i Radzymina (Kolej Dojazdowa Marecka). Stacja kolejki znajdowała się naprzeciw domu kultury.
Po 1910 Jórski parcelował grunty i sprzedawał je po niskiej cenie nowym mieszkańcom – niezamożnym robotnikom i rzemieślnikom. Zabudowa skupiała się w okolicy poprowadzonej na wysokim nasypie szosy, przeważnie była drewniana i parterowa. Zacisze przed 1939 posiadało restaurację Skalskiej, fabrykę przetworów kostnych Gepnera, fabryczkę pasty i atramentu, kuźnię, Czerwoną Karczmę oraz szkołę (były to wynajmowane pomieszczenia w kilku domach). Działała organizacja społeczno-patriotyczna „Działka” oraz ochotnicza straż pożarna. Zacisze miało tylko trzy brukowane drogi: fortówkę (dziś ul. Młodzieńcza), szosę do Ząbek (ul. Łodygowa), ul. Lewinowską oraz Trakt Piłsudskiego z granitowej kostki. W latach 30. XX wieku powstała część Zacisza za Kanałem Bródnowskim, wzdłuż osi ul. Jórskiego (tzw. Targówek Osiedle). Dworek Jórskiego znajdował się u zbiegu dzisiejszych ulic Bratka, Protazego i Blokowej. Prowadziła do niego z przystanku kolejki mareckiej tzw. Czarna Droga (jej odcinek istnieje do dziś).
22 września 1939 przy ul. Łodygowej zginął niemiecki gen. Werner von Fritsch. W miejscu jego śmierci Niemcy ustawili kamień pamiątkowy.
Podczas okupacji niemieckiej na terenie Zacisza utworzono dwa obozy pracy dla Polaków i ludności żydowskiej.
Po 1951 (gdy Zacisze razem z gminą Bródno zostało włączone do Warszawy) nastąpił masowy napływ nowych mieszkańców, rozbudowa siatki ulic oraz zmiana nazw tych istniejących przed 1945; powstały nowe sklepy , przychodnia (1957), kino Pelikan, park (1965, obecnie zabudowany), place zabaw, później sklepy Społem. Przedłużono trasy linii autobusów 119 i nocny (119 kreślone). Elektryczność, gaz i wodę doprowadzono w ramach prac społecznych mieszkańców. Zbudowano szkołę przy ul. Generalskiej (1953−1962), kościół św. Rodziny (drewniany 1949, murowany 1956) oraz Dom Kultury z salą widowiskową, biblioteką i kawiarnią (1964−1967). W latach 70. XX wieku zbudowano cztery kolonie domków jednorodzinnych, m.in. dla FSO. Po 1950 zasadzono Lasek Bródnowski, który stał się miejscem spacerów mieszkańców.
Po 1990 na obrzeżach osiedla pobudowano kilka kolonii niskich bloków mieszkalnych. We wrześniu 2022 roku przy ul. Figara otwarto stację metra Zacisze.

## W kulturze
Fragment planu Zacisza pojawił się w teledysku do utworu Grzegorza Turnaua „Cichosza” z 1993 roku.

## Ważniejsze obiekty
- Kościół Św. Rodziny
- Kościół św. Barnaby
- Stacja metra Zacisze

## W kulturze masowej
Realia Zacisza w okresie międzywojennym, w czasie II wojny i światowej i krótko po wojnie opisał Stefan Roguski w żartobliwej książce Opowieści wuja z Zacisza (1983).